# Leptodactylus rhodonotus
Leptodactylus rhodonotus és una espècie de granota que viu a Bolívia, el Brasil, Colòmbia i el Perú.